# 留西波斯
留西波斯，也译利西普斯，(Λύσιππος)，是公元前4世纪古希腊著名的雕刻家。他和普拉克西特列斯、斯科帕斯一起被誉为古希腊最杰出的三大雕刻家。留西波斯是著名雕刻家波留克列特斯的继承者。他为希腊化时代的雕刻艺术带来了革新。
留西波斯生于西希昂。其作品风格与伯里克利时代庄严、超人、理想的表现形式不同，面向实际而具有鲜明个性。著名作品有马其顿王国亚历山大大帝的铜像和大理石像，及“格刺奈卡斯河之战的阵亡者群像”。

## 延伸阅读
- Gardner, P. 1905. ‘The Apoxymenos of Lysippos’, JHS 25:234-59.
- Serwint, N. 1996. ‘Lysippos’, in The Dictionary of Art vol. 19: 852–54.
- Stewart, A.F. 1983. ‘Lysippos and Hellenistic sculpture’, AJA 87:262.
- Vermeule, C.C. 1975. ‘The weary Herakles of Lysippos’, AJA 79:323–32.